# Wodnica Ustka
Wodnica Ustka – zlikwidowany przystanek Sławieńskiej Kolei Powiatowej w Wodnicy w województwie zachodniopomorskim, w Polsce. Przystanek znajdował się na rozebranej linii ze Sławna do Ustki.